# Газопереробний завод Лонгфорд
Газопереробний завод Лонгфорд — елемент нафтогазової інфраструктури Австралії, розташований на південному сході країни.
Завод ввели в дію у 1969 році для роботи з продукцією офшорних родовищ Бассової протоки (басейн Гіпсленд). Первісно він отримував ресурс по газопроводах Марлін – Лонгфорд та Барракута – Лонгфорд, до яких згодом приєднались Снаппер — Лонгфорд (1981) та Брім – Лонгфорд (2003).
ГПЗ отримав три технологічні лінії, які стали до ладу в 1969, 1976 та 1983 роках. Крім того, з самого початку поряд діяв завод стабілізації нафти, що працював з продукцією нафтових родовищ басейну та діяв у тісній зв'язці з газопереробною частиною комплексу (стабілізація передбачає вилучення залишків попутного газу, тоді як підготовка продукції газових родовищ включає отримання рідкої фракції у вигляді конденсату).
У 2017-му ввели в дію секцію, що здійснює вилучення діоксиду вуглецю та ртуті (щонайменше останнє було потрібно для роботи з продукцією родовища Кіппер, яке підключили до газопроводу Снаппер — Лонгфорд).
Проєктна пропускна здатність ГПЗ у підсумку досягнула 27,8 млн м3 на добу. Втім, після виводу в 2024-му першої технологічної лінії цей показник скоротився до 18,6 млн м3, а в 2028-му планується закрити ще одну лінію. Того ж 2024-го через вичерпання запасів закрили завод стабілізації нафти, що потребувало значної модифікації інфраструктури для продовження роботи з конденсатом.
Видачу товарного газу первісно організували за допомогою трубопроводу Лонгфорд – Мельбурн. У 2000 та 2003 роках також розпочались поставки у північному та південному напрямках по трубопроводах Лонгфорд – Сідней та Лонгфорд – Гобарт.
Вилучені при підготовці газу гомологи метану (переважно етан, пропан та бутан) спрямовуються для фракціонування по трубопроводу Лонгфорд — Лонг-Айленд. Для вивозу рідких вуглеводнів призначений прокладений в одному коридорі з попереднім нафтопровід Лонгфорд — Лонг-Айленд.